# Costa Ricas herrlandslag i fotboll
Costa Ricas herrlandslag i fotboll representerar Costa Rica i fotboll på herrsidan.

## Historik
Costa Ricas fotbollsförbund bildades 1921. Den 14 september 1921 spelade man sin första officiella landskamp i de Hundraåriga centralamerikanska självständighetsspelen i Guatemala City. Costa Rica slog El Salvador med 7-0.

### VM
- 1930 - Deltog ej
- 1934 - Deltog ej
- 1938 - Drog sig ur
- 1950 - Deltog ej
- 1954 - Deltagande ej godkänt av FIFA
- 1958-1986 - Kvalade inte in
- 1990 - Åttondelsfinal
- 1994 - Deltog ej
- 1998 - Deltog ej
- 2002 - Första omgången
- 2006 - Första omgången
- 2010 - Kvalade inte in
- 2014 - Kvartsfinal
- 2018 - Första omgången
- 2022 - Första omgången

Costa Rica var en stor överraskning i VM i Italien 1990 när man tog sig vidare från gruppspelet efter 1-0 över Skottland och 2-1 över Sverige. Mot Brasilien föll man med uddamålet. I andra omgången hade Costa Rica ingen chans mot Tjeckoslovakien som vann med 4-1.

### CONCACAF-mästerskap
- 1941 - 1:a plats
- 1943 - 3:e plats
- 1946 - 1:a plats
- 1948 - 1:a plats
- 1951 - 2:a plats
- 1953 - 1:a plats
- 1955 - 1:a plats
- 1957 - Deltog ej
- 1960 - 1:a plats
- 1961 - 1:a plats
- 1963 - 1:a plats
- 1965 - 3:e plats
- 1967 - Deltog ej
- 1969 - 1:a plats
- 1971 - 3:e plats
- 1973 - Kvalade inte in
- 1977 - Kvalade inte in
- 1981 - Kvalade inte in
- 1985 - 3:e plats
- 1989 - 1:a plats
- 1991 - 4:e plats
- 1993 - 3:e plats (delad)
- 1996 - Kvalade inte in
- 1998 - Första omgången
- 2000 - Andra omgången
- 2002 - 2:a plats
- 2003 - 4:e plats
- 2005 - Andra omgången
- 2007 - Kvartsfinal
- 2009 - Semifinal
- 2011 - Kvartsfinal
- 2013 - Kvartsfinal
- 2015 - Kvartsfinal
- 2017 - Semifinal
- 2019 - Kvartsfinal
- 2021 - Kvartsfinal

Med sina tio mästerskapssegrar på 22 deltaganden är Costa Rica CONCACAF:s främsta nation.
Senaste segern kom 1989 då turneringen även var ett kval till VM i Italien 1990. Costa Rica vann ett gruppspel före USA.
Gold Cup 2002 var senaste framgången där Costa Rica föll i finalen mot värdnationen USA med 0-2.

### Copa Centroamericana
- 1991 - 1:a plats
- 1993 - 2:a plats
- 1995 - 4:e plats
- 1997 - 1:a plats
- 1999 - 1:a plats
- 2001 - 2:a plats
- 2003 - 1:a plats
- 2005 - 1:a plats
- 2007 - 1:a plats
- 2009 - 2:a plats
- 2011 - 2:a plats
- 2013 - 1:a plats

Turneringen för de centralamerikanska lagen är samtidigt ett kval till Concacaf Gold Cup där de tre eller fyra främsta går vidare till slutspelet. Costa Rica är den främsta centralamerikanska nationen med fem mästerskapssegrar.

### Copa América
- 1916 till 1991 - CONCACAF bjöds inte in
- 1993 - Inte inbjudna
- 1995 - Inte inbjudna
- 1997 - Första omgången
- 1999 - Inte inbjudna
- 2001 - Andra omgången
- 2004 - Andra omgången
- 2007 - Inte inbjudna
- 2011 - Första omgången
- 2015 - Inte inbjudna
- 2016 - Första omgången

## Spelare

### Spelartruppen
Följande spelare är uttagna till Världsmästerskapet i fotboll 2022.
Matcher och mål är korrekta per 9 november 2022 efter matchen mot Nigeria.
| Nr | Pos. | Namn              | Födelsedatum (ålder) | Matcher | Mål |              | Klubb               |
| -- | ---- | ----------------- | -------------------- | ------- | --- | ------------ | ------------------- |
| 1  | MV   | Keylor Navas      | 15 december 1986     | 107     | 0   | Frankrike    | Paris Saint-Germain |
| 18 | MV   | Esteban Alvarado  | 28 april 1989        | 25      | 0   | Costa Rica   | Herediano           |
| 23 | MV   | Patrick Sequeira  | 1 mars 1999          | 2       | 0   | Spanien      | Lugo                |
|    |      |                   |                      |         |     |              |                     |
| 3  | F    | Juan Pablo Vargas | 6 juni 1995          | 12      | 1   | Colombia     | Millonarios         |
| 4  | F    | Keysher Fuller    | 12 juli 1994         | 31      | 2   | Costa Rica   | Herediano           |
| 6  | F    | Óscar Duarte      | 3 juni 1989          | 71      | 4   | Saudiarabien | Al-Wehda            |
| 8  | F    | Bryan Oviedo      | 18 februari 1990     | 76      | 2   | USA          | Real Salt Lake      |
| 15 | F    | Francisco Calvo   | 8 juli 1992          | 75      | 8   | Turkiet      | Konyaspor           |
| 16 | F    | Carlos Martínez   | 30 mars 1999         | 7       | 0   | Costa Rica   | San Carlos          |
| 19 | F    | Kendall Waston    | 1 januari 1988       | 63      | 9   | Costa Rica   | Saprissa            |
| 22 | F    | Rónald Matarrita  | 9 juli 1994          | 52      | 3   | USA          | FC Cincinnati       |
|    |      |                   |                      |         |     |              |                     |
| 2  | MF   | Daniel Chacón     | 11 april 2001        | 8       | 0   | USA          | Colorado Rapids 2   |
| 5  | MF   | Celso Borges      | 27 maj 1988          | 155     | 27  | Costa Rica   | Alajuelense         |
| 9  | MF   | Jewison Bennette  | 15 juni 2004         | 7       | 2   | England      | Sunderland          |
| 10 | MF   | Bryan Ruiz        | 18 augusti 1985      | 146     | 29  | Costa Rica   | Alajuelense         |
| 13 | MF   | Gerson Torres     | 28 augusti 1997      | 13      | 1   | Costa Rica   | Herediano           |
| 14 | MF   | Youstin Salas     | 17 juni 1996         | 4       | 0   | Costa Rica   | Saprissa            |
| 17 | MF   | Yeltsin Tejeda    | 17 mars 1992         | 73      | 0   | Costa Rica   | Herediano           |
| 20 | MF   | Brandon Aguilera  | 28 juni 2003         | 4       | 0   | Costa Rica   | Guanacasteca        |
| 21 | MF   | Douglas López     | 21 september 1998    | 3       | 0   | Costa Rica   | Herediano           |
| 24 | MF   | Roan Wilson       | 1 maj 2002           | 3       | 0   | Costa Rica   | Municipal Grecia    |
| 25 | MF   | Anthony Hernández | 11 oktober 2001      | 3       | 1   | Costa Rica   | Puntarenas          |
| 26 | MF   | Álvaro Zamora     | 9 mars 2002          | 3       | 0   | Costa Rica   | Saprissa            |
|    |      |                   |                      |         |     |              |                     |
| 7  | A    | Anthony Contreras | 29 januari 2000      | 9       | 2   | Costa Rica   | Herediano           |
| 11 | A    | Johan Venegas     | 27 november 1988     | 82      | 11  | Costa Rica   | Alajuelense         |
| 12 | A    | Joel Campbell     | 26 juni 1992         | 119     | 25  | Mexiko       | León                |